# 小麦アレルギー (YouTuber)
小麦アレルギー（こむぎあれるぎー、1995年5月12日 - ）は、日本のYouTuber、TikToker。Ryosuke(りょうすけ)名義でモデル活動も行っている。男性。 A型。

## 来歴

### 2014年
ジュノン・スーパーボーイ・コンテストでbest30を獲得

### 2015年
モデル事務所のスカウトをきっかけに芸能界入りする

### 2018年
事務所を移籍する

### 2020年
事務所を退社して独立する
4月20日、TikTokに初投稿

### 2021年
1月11日、ヴァンゆん企画の恋愛リアリティーショーをきっかけにインフルエンサーとしての活動をスタート
7月29日、群馬県高崎市のホワイトイン高崎MWCLOSETでブライダル撮影に参加

### 2022年
1月10日、サブウェイのCMに出演
2月8日、岐阜県多治見市のKAWACHIYA 川地家でブライダル撮影に参加
5月12日、YouTube Shortsに初投稿
7月8日、株式会社コプロスのCMに出演
8月3日、YAMAHAのCMに出演

### 2023年
1月30日、太陽誘電ケミカルテクノロジー株式会社のCMに出演
2月8日、東京都港区の八芳園でブライダル撮影に参加
5月24日、からだファクトリーのCMに出演

### 2024年
6月13日、LINE VOOM アンバサダーに就任

## 人物
- 愛知県生まれ愛知県育ち愛知県在住である[7]
- 名前の通り本当に軽度の小麦アレルギーである[8]、なお2020年10月の血液検査で小麦アレルギーが発覚した
- 姉1人がいる[9]
- MBTIはENFJ(主人公)である[10]

## 受賞歴
- 2023年10月16日、YouTube Creator Awards 銀の盾(Silver Creator Award)[11]
- 2024年2月17日、LINE VOOM Creator Contest 2023 Winter 特別賞[12]